# Bregtje van Drongelen
Bregtje Braunstahl-Van Drongelen (Katwijk, 1981) is een voormalig Nederlands korfballer en international. Ze speelde t/m 2011 op het hoogste niveau korfbal, namelijk de Korfbal League. In 2011 werd ze met TOP zowel zaal- als veldkampioen en werd ze onderscheiden met de prijs van Beste Korfbalster van het Jaar.
Van Drongelen is getrouwd met Leon Braunstahl, die eveneens bij TOP speelde.

## Carrière
Van Drongelen begon met korfbal bij Fluks. Ze wilde graag op het hoogst mogelijke niveau korfballen en ging daarom op 16-jarige leeftijd naar TOP uit Sassenheim. Daar speelde ze in de A-jeugd en werd hiermee Nederlands kampioen.
Na de A jeugd kwam ze in de hoofdmacht van TOP terecht. TOP speelde nog niet op het hoogste niveau korfbal en om zich te meten met de top van Nederland verhuisde ze in 2004 van club. Ze ging spelen bij De Meervogels uit Zoetermeer dat in de zaal in 2003 net aan de Nederlandse finale miste.
In seizoen 2004-2005 eindigde ze met De Meervogels 4e in de Hoofdklasse B en kon het hierdoor geen play-offs spelen.

Na 1 seizoen in Zoetermeer vertrok ze naar het Delftse Fortuna. Fortuna was in 2003 en 2004 nog Nederlands kampioen in de zaal geworden en waren in 2005 nog Europacup winnaar geworden.
Ze speelde uiteindelijk 1 seizoen bij Fortuna, namelijk in 2005-2006. In dat seizoen eindigde Fortuna 3e in de competitie, maar ging het in de play-offs onderuit tegen DOS'46.
In 2006 besloot ze terug te gaan naar TOP waar ze in 2004 nog in de hoofdmacht had gespeeld. TOP speelde nog niet in de Korfbal League, maar dat was wel de missie van de club.
In haar tweede seizoen terug bij TOP (2007-2008) promoveerde ze met TOP naar de Korfbal League door in de Hoofdklasse eindstrijd met 21-20 te winnen van AKC.

## Korfbal League
Vanaf 2008 ging het hard met TOP. De ploeg promoveerde naar de Korfbal League en versterkte zich dat jaar met speler Wim Scholtmeijer en coach Hans Heemskerk. Er werd gewerkt aan een nieuw team. Toen in 2010 versterking werd gehaald in de vorm van Celeste Split en Mick Snel ging het hard. In 2011 won TOP namelijk zowel de zaal- als veldtitel.
Na 4 seizoenen in de Korfbal League sloot Van Drongelen in 2011, na het behalen van de zaal- en veldtitel haar carrière af.

## Erelijst
- Korfbal League kampioen, 1x (2011)
- Beste Korfbalster van het Jaar, 1x (2011)
- Ereklasse kampioen, 1x (2011)

## Oranje
Van Drongelen speelde 12 officiële interlands voor het Nederlands korfbalteam. In dienst van Oranje won ze goud op de World Games van 2009.